# Cremlino di Gdov

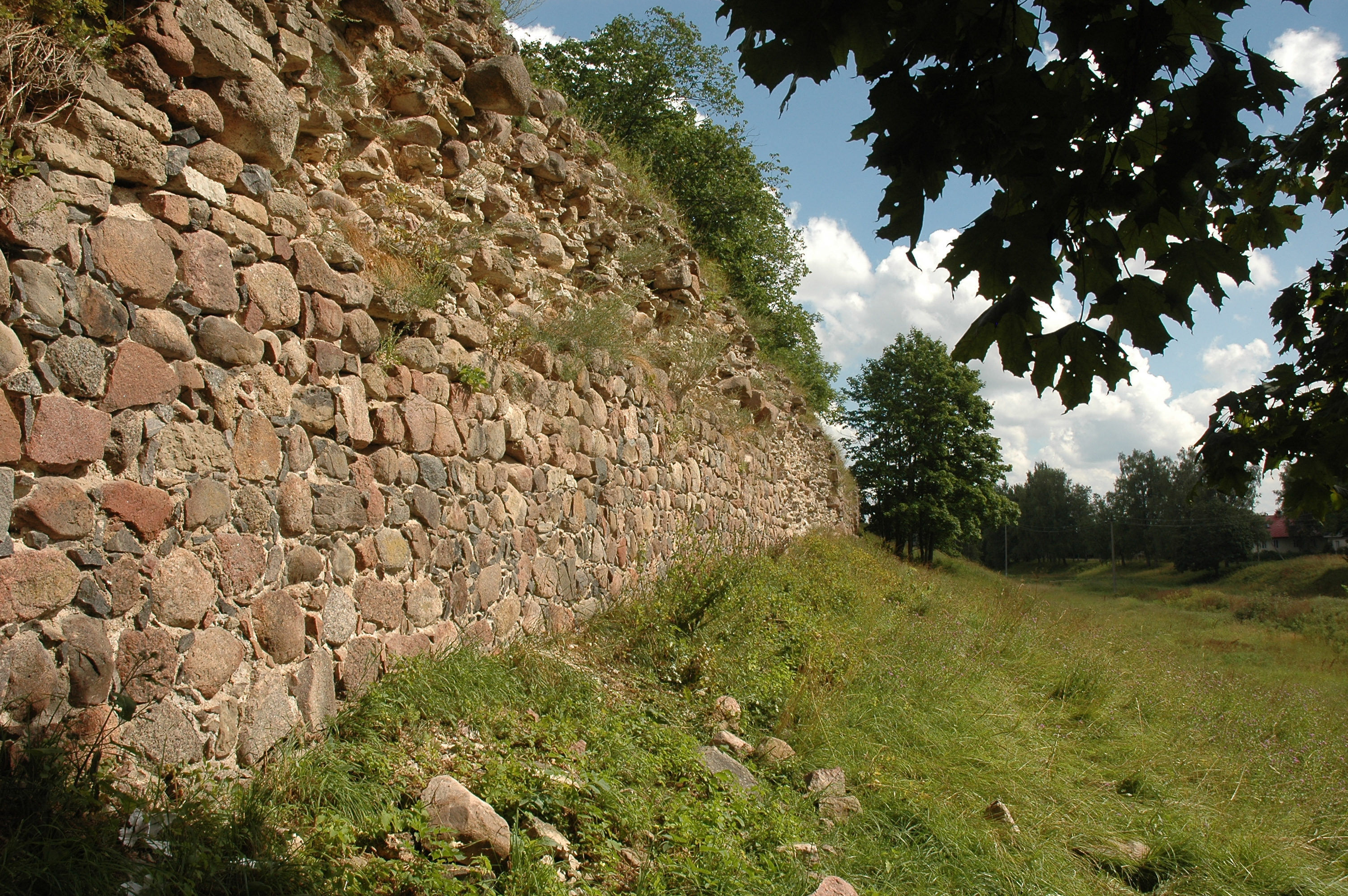
Le mura meridionali

Il Cremlino di Gdov (in russo Гдовский Кремль?) è situato su un argine del fiume Gdovka, a protezione della città russa di Gdov.

## Storia

### Origini
Gdov venne fondata come avamposto della Repubblica di Pskov. Occupava una posizione strategicamente importante, in quanto vicina al lago dei Ciudi, che separava all'epoca Livonia e Rus'. Situata su un'importante strada diretta a Pskov, Gdov proteggeva la stessa da nord. È citata per la prima volta negli annali nel 1323. Inizialmente la fortezza si presentava come un insieme di fortificazioni di legno e di terra: il livello di protezione divenne però presto insufficiente contro l'incremento della minaccia germanica. La costruzione di un cremlino in pietra, inizialmente ancora ospitante edifici lignei, cominciò nel 1431.. Le mura vennero costruite con livelli alternati di ciottoli e di arenaria devoniana, raggiungendo i 4 metri di spessore e gli 8 di altezza. Il Cremlino di Gdov divenne completamente costruito in pietra verso la metà del XV secolo.

### Il periodo di attività
Il Cremlino di Gdov venne attaccato in numerose occasione dalle armate di vari popoli: tedeschi, svedesi e polacchi. Nel marzo del 1480, Gdov venne attaccata dalle forze dell'Ordine livoniano che appiccarono il fuoco al Posad e tentarono l'assedio al Cremlino, cercando di espugnarlo in diversi punti contemporaneamente. Abbondantemente in minoranza numerica, le forze di Gdov dovettero sfruttare ogni mezzo di difesa possibile, dall'uso dell'artiglieria alla pece infuocata, fino all'acqua bollente, riuscendo infine a respingere l'assedio.
La guerra Ingriana scoppiò nel 1610, rappresentando l'inizio dell'invasione svedese. Durante il 1613 il Cremlino venne assediato nuovamente. Le forze svedesi riuscirono a prenderne possesso, ma lo ripersero l'anno successivo. Nel 1614, un altro tentativo d'assedio venne guidato dal re in persona, Gustavo II Adolfo di Svezia. Il Cremlino di Gdov cadde nuovamente, rimanendo sotto controllo svedese fino al 1621, quando, grazie ad un accordo di pace, venne nuovamente ceduto alla Russia.
Durante il XVII secolo il Cremlino fu continuamente danneggiato da assedi. Nel 1657, durante la guerra russo-svedese del 1656-1658, resistette ad un tentativo di assedio di ottomila uomini guidato da Magnus Gabriel De la Gardie. Nel 1686, il Cremlino venne seriamente danneggiato dal fuoco. Con la fine del secolo iniziò inoltre a perdere la propria importanza strategica.

### Gli ultimi anni
Nel 1706, Gdov venne visitata dallo zar Pietro il Grande: egli ordinò che le mura venissero rinforzate coprendole di terra. Attualmente, anche le torri in pietra sono ricoperte di terra, e lo sono da quando la creazione del parco cittadino ebbe inizio durante il XIX secolo. Durante la fine del XVII secolo, quando il Cremlino di Gdov era ormai caduto in completo disuso, parti delle mura vennero demolite. Durante il 1781, la demolizione della fortezza venne temporaneamente interrotta per ordine di Caterina II.
Nel febbraio 1944, il Cremlino venne quasi completamente raso al suolo dalle truppe naziste in ritirata. Tutte le strutture presenti all'interno delle mura del Cremlino, inclusa una cattedrale dalla torre campanaria alta 52 metri, ulteriori chiese e numerosi edifici commerciali vennero distrutti dagli esplosivi: solo le mura ressero.